# Trachelobdella okae
Trachelobdella okae is een ringworm uit de familie van de Piscicolidae. De wetenschappelijke naam van de soort is voor het eerst geldig gepubliceerd in 1924 door Moore.